# Alà dei Sardi
Alà dei Sardi (sardisk: Alà) er en by og en kommune (comune) i provinsen Sassari i regionen Sardinien i Italien. Byen ligger i 663 meters højde og har 1.879 indbyggere (2016). Kommunen har et areal på 197,99 km² og grænser til kommunerne Olbia, Bitti, Berchidda, Buddusò, Monti, Oschiri og Padru.